# Kovács István (politikus, 1911–2011)
Kovács István (Gyergyóditró, 1911. október 24. – Budapest, 2011. december 23.) magas rangú kommunista pártfunkcionárius, az MDP PB és a Népköztársaság Elnöki Tanácsának tagja.

## Ifjúsága
Raktáros apa és háztartásbeli anya tíz gyermekének egyikeként született. Négy elemit, majd a polgári iskola egy osztályát végezte el, ezután kárpitosnak tanult. 1927-ben lépett be az illegális kommunista mozgalom legális fedőszerveként működő Magyarországi Szocialista Munkáspártba és a Kommunista Ifjúmunkások Magyarországi Szövetségébe, ahol 1929 júliusától a KB és a titkárság tagja lett, egyúttal a KMP ideiglenes titkárságában is helyet kapott. (Az illegalitás évei alatt, egészen 1945-ig, Rosner Jenő álnéven tevékenykedett.) 1930–1933 között külföldön tartózkodott: a KIMSZ bécsi kongresszusát követően Moszkvába utazott, ahol elvégezte a Nemzetközi Lenin Iskolát, és 1931–32 során a KIMSZ-et képviselte a Kommunista Ifjúsági Internacionáléban. 1933-as hazatérésekor a KIMSZ titkárává választották, de 1934-ben letartóztatták és kilenc évre bebörtönözték. 1942 júniusi szabadulása után a KMP KB Titkárságának tagja és a budapesti pártbizottság titkára lett. 1943 februárjában újra börtönbe került, de 1944 novemberében megszökött, és ismét a KB Titkárságán kezdett dolgozni, miközben partizánakciókat szervezett a nyilasok és náci megszállók ellen.

## A kommunista érában
1945 januárjában beválasztották a párt újjászervezett Központi Bizottságába (későbbi nevén Központi Vezetőség), amelynek 1956 októberéig tagja maradt. A budapesti titkárságba is bekerült, de a fővárosi és debreceni KV-titkárságok fúziójakor itteni pozícióját elvesztette. 1945-ben a Politikai Bizottságba is beválasztották, de az 1946-os pártkongresszuson csak póttagságot szerzett. Ekkortól 1949-ig a KV újonnan létrehozott szervezési osztályának vezetője, 1948 novemberétől a KV titkára. 1949-ben ismét rendes taggá választották a PB-ben, illetve 1949 nyarától mintegy egy évig a budapesti pártbizottság első titkáraként tevékenykedett. 1950 júniusától a párt káderosztályának vezetője volt. Állami szerepvállalása viszonylag korlátozott maradt: 1945 áprilisától kezdve minden választáson bekerült a törvényhozásba 1957-ig, illetve 1949–1956 között az Elnöki Tanácsban kapott tagságot. (A testületben elnökhelyettes is volt 1951–53 között.)
Előmenetele kisebb törést szenvedett 1953-ban, amikor letartóztatták a fivérét: pártfunkcióit elvesztette a KV-tagság kivételével. Vidékre került, a Borsod-Abaúj-Zemplén megyei pártbizottság élére. Itt érte a Nagy Imre fémjelezte „új szakasz”, amikor egy ideig nem foglalt állást sem előbbi, sem Rákosi kemény irányvonala mellett. 1954 nyarán visszakerült a fővárosba mint a pártszervezet titkára. Rákosi restaurációját követően, 1955 áprilisában visszakerült a PB-be, októberben pedig a KV Titkárságába is kooptálták. 1956 tavaszán tagja volt a Farkas Mihály elleni vizsgálatot bonyolító bizottságnak.
Az 1956-os forradalom első napját követő éjszaka a feltétlen szovjetbarátságot tanúsító Kovácsot kizárták a pártvezetésből, bár az újonnan megalakult Katonai Bizottságban egy napig vezetői beosztást kapott, és később is tag maradt. Október 30-án a budapesti első titkárságát is elvesztette. Másnap a szovjetek Tökölről Moszkvába vitték, ahonnan november 4-én hiába próbált meg visszatérni: miután Ungváron találkozott Kádár Jánossal, a kormány „rendkívüli moszkvai kapcsolattartójává” nyilvánították, ami súlytalan funkció volt.
Távollétében, 1957-ben megsemmisítették képviselői mandátumát. 1958-as hazatérését követően a Könnyűipari Minisztérium főosztályvezetője lett. 1962-ben, az 1956 előtti törvénytelenségek vizsgálata kapcsán megsemmisítették párttagságát, de 1966-ban helyreállították. 1974-ben vonult nyugdíjba a Könnyűipari Szervezési Intézet igazgatói székéből. 1989-ig az MSZMP tagja maradt.

## Díjai, kitüntetései
- Magyar Szabadság Érdemrend, ezüst fokozat (1946)
- A Magyar Köztársasági Érdemrend középkeresztje a csillaggal (1948)
- Magyar Népköztársasági Érdemrend, I. és II. fokozat (1950)
- A Munka Vörös Zászló Érdemrendje (1953, 1955)
- Szocialista Hazáért Érdemrend (1967)
- Felszabadulási Jubileumi Emlékérem (1970)
- Munka Érdemrend, arany fokozat (1970, 1973)